# ジェネラル・インストゥルメント
ジェネラル・インストゥルメント（英: General Instrumentは、かつて存在したアメリカ合衆国の企業。

## 概要
1923年に設立され、音響測深機のような海洋機器や、半導体、ケーブルテレビの受信機など、幅広く手がけていた。
1960年代からは独自の集積回路の設計、製造に着手して音源ICやCP1600のようなマイクロプロセッサ等を手がけていた。同社の半導体はアタリのビデオゲーム機やMSXなどで使用された。音源チップはYM2149Fとしてヤマハでもライセンス生産された。
1970年代以降はM&Aにより、事業を売却していた。1980年代後半に開発されたPIC1640は現在、幅広く使用されるPICマイクロコントローラの原型でマイクロエレクトロニクス部門は1987年に子会社化され、1989年に投資家グループに買収されて独立して1993年に株式公開した。その後は親会社の時価総額を上回る勢いで成長した。
1997年にはパワーエレクトロニクス用のジェネラル・セミコンダクター、CommScope、NextLevel Systems (ケーブルテレビと衛星放送機器)の3社に分割された。ジェネラル・セミコンダクターは2001年にVishay Intertechnologyに買収され、NextLevel Systemsは後にジェネラル・インストゥルメント・コーポレーションに社名を戻して、その後、モトローラに買収された。
同社が1968年から1974年にかけてイタリアのナポリ県のジュリアーノ・イン・カンパーニアに建設した金属酸化物半導体(MOS)集積回路の工場は欧州で最初期のMOS半導体集積回路工場だった。ウエハーの直径が3インチから5インチに拡大する時期にイタリアへの新規投資は見合わせられ、生産設備はスコットランドの現在ではシリコングレンと呼ばれる一帯のグレンラシスへ移転した。
ジュリアーノの工場では高度な製造技術を習得した従業員達が勤務していたが、親会社が生産拠点をスコットランドとマルタへ移転する決定後、大規模なリストラが行われ、1972年から1974年にかけて労働争議が起きた。多くの集積回路の製品は最終的な台湾で完成された。